# 總理奉安紀念碑
總理奉安紀念碑是位於中华人民共和国山東泰山南麓，為紀念中國國民黨總理孫中山靈柩奉安南京，由山東各界人士及山東省政府於總理奉安大典之日，即1929年（民國18年）6月1日建立的紀念碑。紀念碑位於泰山東路（原泰山中路）古御道上，歇馬崖以北、柏洞之南的盤道路北東側,；正面銘刻「總理奉安紀念碑」七個隸書大字。
2013年，列入第四批山东省文物保护单位，该文物保护单位是一座近现代重要史迹及代表性建筑。

## 結構及寓意
總理奉安紀念碑全部為花崗岩材質，由碑座、碑體、碑首三部份組成，全高8.87米。碑座分成兩層，下層為五棱臺形，直徑1.8米，上沿抹角內收，上層弧形內收，共高1.06米。碑體為五棱台狀，底邊長1.13米，高2.03米，西面（正面）以隸書刻載總理遺囑全文。碑體與碑首之間施五棱形冰盤式出簷，上置碑首。碑首為三棱臺柱，高4.6米，西面（正面）以隸書銘刻「總理奉安紀念碑」七個大字。五棱碑體象徵立法、行政、司法、考試、監察之「五權憲法」；三棱碑首象徵民族、民權、民生之「三民主義」。
紀念碑立在上下兩層花崗岩臺基上。下層臺基成矩形，南北邊長12.4米，東西邊長11.9米，高2.6米，周圍築有石欄。上層臺基為圓形，直徑6.65米，正中鑲鋪白色十二角磨光花崗岩，代表中國國民黨黨徽。

## 歷史
1925年3月12日，國民黨總理孫中山先生在北京病逝，遺體暫厝於北京香山碧雲寺；他生前曾囑託，願歸葬紫金山。1926年6月1日，國民政府開工修建中山陵。
1928年5月3日，日軍為阻擋國民革命軍北伐，在濟南製造五三慘案並佔領濟南。山東省政府撤離濟南，並於6月1日在泰安正式成立，翌年才得遷回濟南。

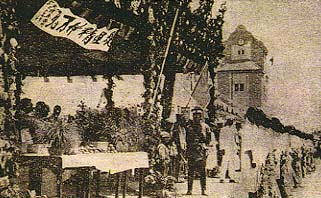
迎櫬列車抵達泰安，紀念會上的「總理精神不死」橫標。背景是泰安站站樓。

1929年3月，中山陵完工；隨後，迎櫬專列由南京經津浦鐵路前往北平，並於1929年5月15日18时45分抵達山東省臨時省會泰安。山東省政府及下屬機關、國民黨山東省黨部、其他團體、民眾約三萬餘人前往泰安車站迎接迎櫬專列。民眾在軍樂隊導引下，來到可容納十萬人的車站大操場舉行游藝會。會上表演了彩劇《紅禍》及魔術，放映了《國民革命北伐記》，至次日凌晨1時散會。5月16日10時，舉行「迎櫬宣傳大會」，黨政軍學及民眾團體有四五萬人與會。黨政要員在會上宣講迎櫬宣傳車的經過、總理革命事業與革命方略。12時，迎櫬列車離開泰安，繼續北上。5月26日凌晨1時，孫中山靈櫬由北平碧雲寺起靈南下，並於5月28日10時抵達浦口。6月1日，總理奉安大典在中山陵舉行。為紀念總理奉安，山東省各界人士及山東省政府興建「總理奉安紀念碑」，安置在泰山中路（現泰山東路）歇馬崖之上，柏洞之前。
在文化大革命期間，總理奉安紀念碑被推倒，導致損傷。1979年5月國家專門撥款，由泰安地區文物管理局施工，將紀念碑整修復原。1979年6月1日，在總理奉安大典50週年之際，將紀念碑重新矗立在泰山上。

## 外部連結
- 中國泰山信息網百年泰安 （页面存档备份，存于）
- 中國泰山信息網泰山文物碑刻介紹 （页面存档备份，存于）
- 泰山風景名勝區管理委員會泰山文物保護情況